# Годье-Бжеска, Анри
Анри Годье-Бжеска (фр. Henri Gaudier-Brzeska; 4 октября 1891, Сен-Жан-де-Бре — 5 июня 1915, Нёвиль-Сен-Вааст) — французский и английский скульптор.

## Биография
Родился поблизости от Орлеана. В 1910 году А. Годье переезжает в Лондон и, несмотря на отсутствие художественного образования, позиционирует себя как «свободный художник». Познакомившись в Лондоне с польской писательницей Софией Бжеской, Годье берёт себе её фамилию, хотя молодые люди никогда не были женаты.
Благодаря знакомству и сотрудничеству с английским художником Перси У. Льюисом и американским поэтом Эзрой Паундом, Годье-Бжеска становится одним из основателей такого явления в британском искусстве, как вортицизм. В начале своего творческого пути молодой скульптор находился под влиянием работ Огюста Родена, а также подражал примитивным скульптурам туземных народов, хранящимся в Британском музее. Разрабатывая свой собственный художественный стиль, Годье-Бжеска не сглаживает и не «затирает» следы работы своего резца, как это делали «мастера-классики» по примерам античных статуй. Произведения Годье-Бжеска имеют динамичную, рубленую форму.
В годы Первой мировой войны скульптор ушёл добровольцем во французскую армию. Пал в бою во Фландрии, под Нёвиль-Сен-Вааст. Награждён французской медалью за храбрость. София Бжеска не смогла примириться со смертью своего возлюбленного. В 1925 году она скончалась в одной из лондонских психиатрических клиник.
Несмотря на то что творческая жизнь А. Годье-Бжески была очень короткой (около 4 лет), его художественное наследие оказало влияние на развитие французской и английской скульптуры XX столетия. Работы Годье-Бжески хранятся в Государственном музее современного искусства (Париж) и Британской галерее Тейт.
В 1972 году английским кинорежиссёром Кеном Расселлом был создан художественный фильм «Дикий мессия», посвящённый жизни Анри Годье-Бжески (по одноимённой художественной биографии скульптора, написанной в 1931 году).

## Галерея

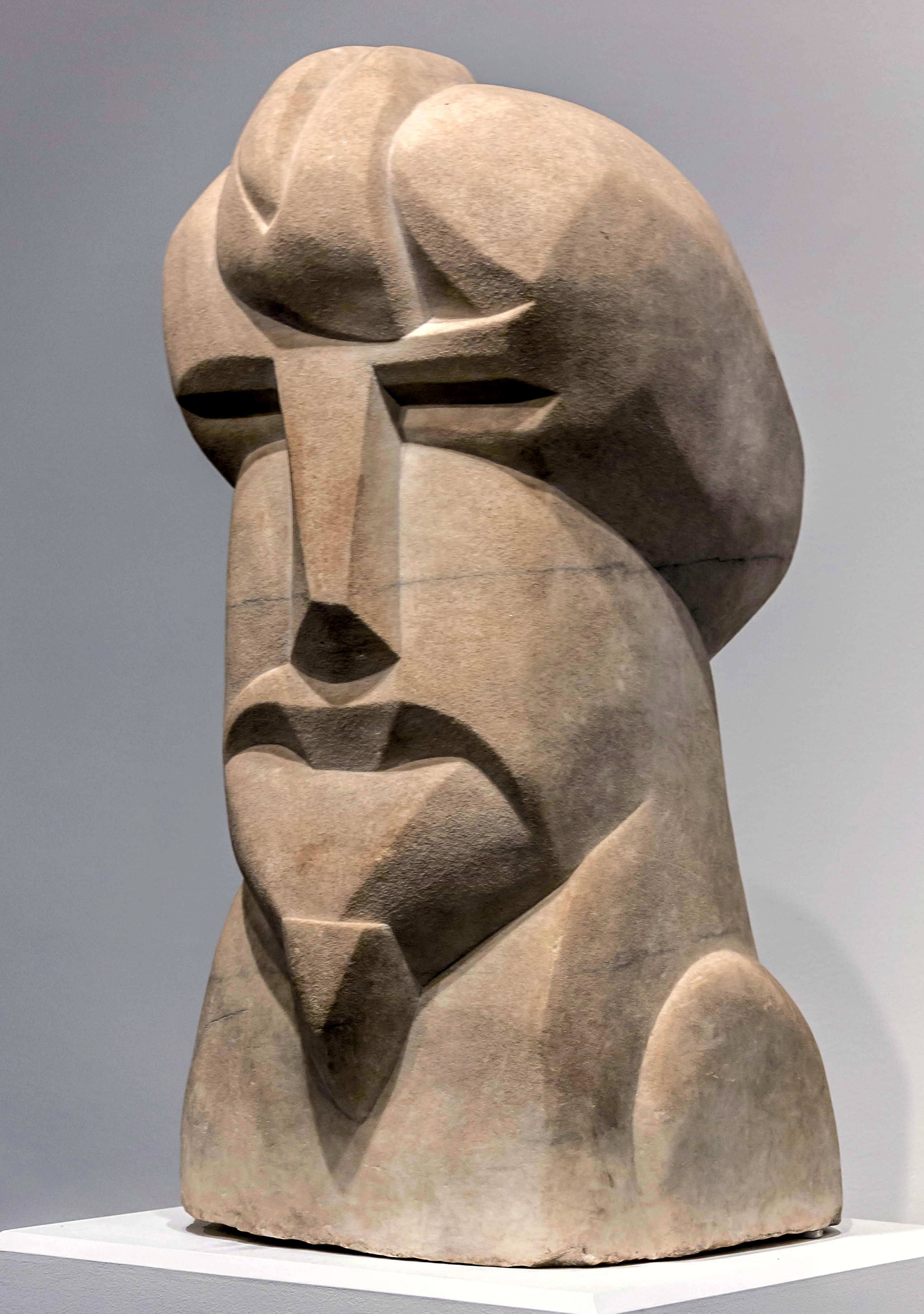
А. Годье-Бжеска Иератическая голова Эзры Паунда (мрамор, 1914)
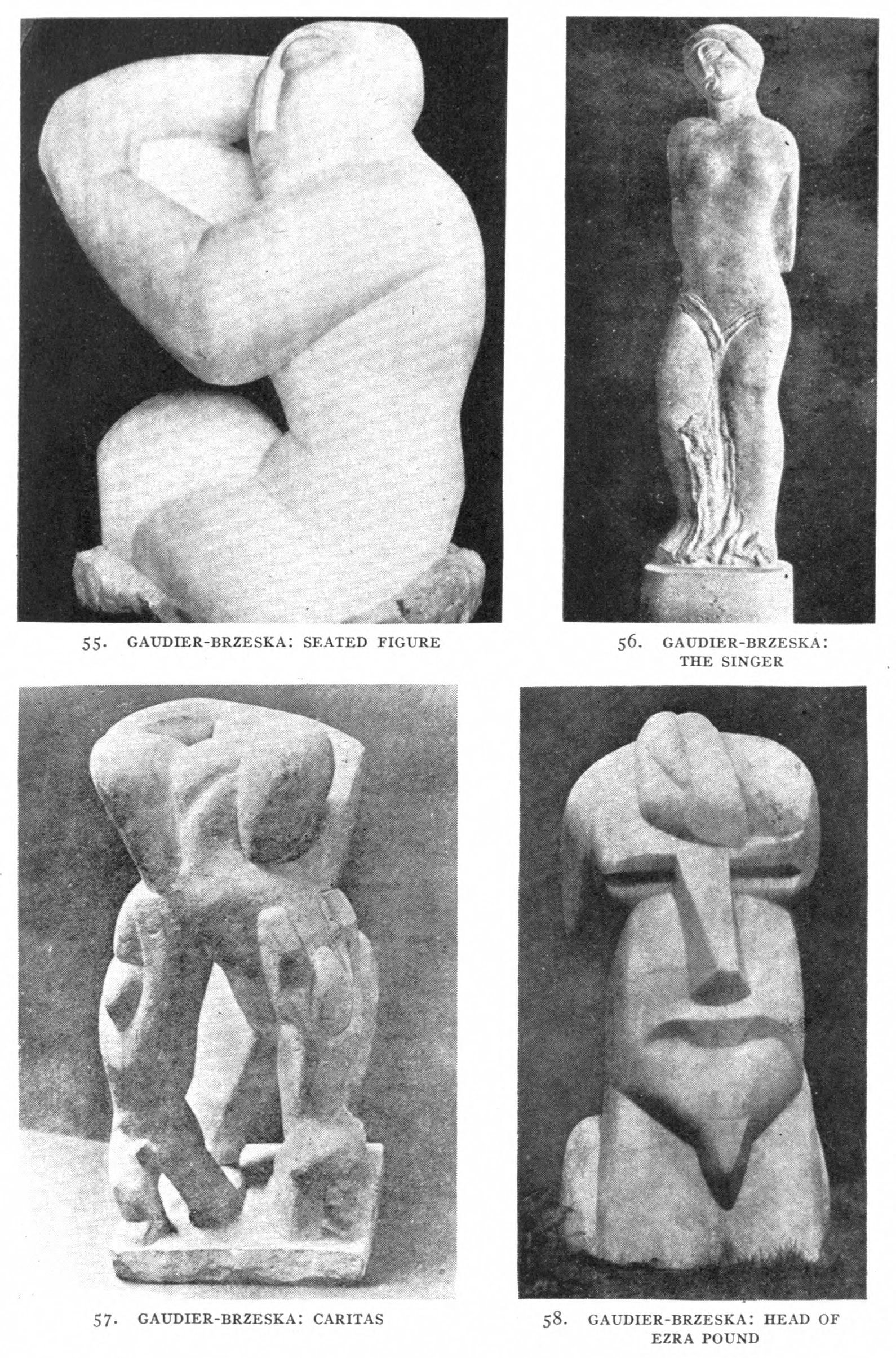